# Aswarby
Aswarby est un village du Lincolnshire, en Angleterre.